# Карлы (сословие)
Карл (др.-сканд. karl) или Бонд (др.-сканд. bóndi) — свободный человек в скандинавских странах в раннее Средневековье, владевший своим хозяйством и не имевший отношения к знати.
Сословие карлов включало в себя широкий спектр людей от нищих крестьян до состоятельных и влиятельных землевладельцев. В англосаксонской Британии существовало аналогичное сословие керлов. Метафорическое происхождение карлов, их занятия и образ жизни описываются в Песне о Риге.

## Этимология
Слово карл значит просто «мужчина».
Слово бонд происходит от древнескандинавского слова búandi от bóndi, что значит «живой»; от него произошло современное норвежское слово bonde «фермер».

## Хускарлы
Хускарлы (др.-сканд. húskarlar) выполняли роль домашней прислуги и/или личной охраны господина, то есть домашней стражи. В поздний период понятие хускарл отличается от понятия дружинник — др.-сканд. hirðmenn.
Хускарлы приносили клятву верности своему господину и жили вместе с ним. В пределах ограды хускарлы имели право на неприкосновенность (др.-сканд. friðhelgi – священный мир).

## Бонды
Бонды являются разновидностью карлов. Несмотря на то, что бонды могли быть моряками, викингами, охотниками и торговцами, в целом они оставались фермерами и основным их занятием являлось разведение скота и выращивание зерна. Из-за периодического отсутствия, как то по причине участия в рейде или лейданге, бондам требовалась помощь в обработке своих ферм, для чего использовались как другие карлы, так и трэллы.
Хотя в теории и предполагается, что каждый бонд владел своей собственной фермой, часто молодые люди жили совместно с родителями, при этом сохраняя статус бонда.
Бонды обладали всей широтой свободы гражданских прав: они могли затевать судебные процессы и свидетельствовать в ходе них, выносить вердикты, участвовать в тингах и голосовать по всем вопросам, включая выборы конунга, участвовать в религиозных церемониях. Представители данного сословия имели право носить оружие (за исключением свеев, которым, по свидетельству Тацита, оружие выдавалось лишь в случае внешнего вторжения), служить в лейданге и скипрейде.
Бонды (за исключением живших в отдельных районах Дании) не находились в подчинении феодала и считались лично свободными на протяжении всего Средневековья. В некоторых странах вергельд (штраф) за убийство бонда был такой же, как и за знатного человека и, например, в Вэдморе (англ., Англия), он равнялся восьми полумаркам чистого золота.

## Хольдары
Хольдары (др.-сканд. hauldr, др.-англ. holdas) или одальсбонды (др.-сканд. odalsbondi), то есть «благородные бонды» (как они были известны на Оркнее, Шетланде и Западных островах), стояли чуть выше бондов в социальной системе скандинавских стран. Скальды IX в. употребляют выражения «храбрые викинги» (др.-сканд. hraustra vikinga) и «хольды» (др.-сканд. hólða) как синонимы, для обозначения полноправных, заслуженных участников походов.
Основное отличие хольдаров от простых бондов заключалось в их наследственном праве на землю. Право хольдара не могло быть узурпировано ни ярлом, ни даже короной. В Шотландии хольдары просуществовали вплоть до XVIII века.